# NGC 4830
NGC 4830 је елиптична галаксија у сазвежђу Девица која се налази на NGC листи објеката дубоког неба.
Деклинација објекта је - 19° 41' 28" а ректасцензија 12h 57m 27,9s. Привидна величина (магнитуда) објекта NGC 4830 износи 12,0 а фотографска магнитуда 13,0. Налази се на удаљености од 34,489 милиона парсека од Сунца. NGC 4830 је још познат и под ознакама ESO 575-37, MCG -3-33-24, PGC 44313.